# スターマン (プロレスラー)
スターマン（Starman、1974年12月16日 - 2022年9月23日）は、メキシコの男性プロレスラー。1996年から覆面レスラーのテクニコとして活動している。本名と素顔はプライベートを守るために非公開にしている。

## 来歴
1994年4月30日にナウカルパンでウルトラマン・ジュニア（Ultramán Jr.）のリングネームでデビュー。1995年7月に藤原組のツアーに参加するために初来日をしている。11月にソーラーとスーパー・アストロとチームを結成している。
1996年1月に6人タッグマッチでCMLLデビュー。CMLL世界ウェルター級王座のトーナメントにBブロックで出場をするが、1回戦でカローフ・ラガード・ジュニアに負けている。1998年に法的なトラブルを避けるためにリングネームをスターマン（Starman）に変更している。1999年には8人タッグマッチでアストロ・レイ・ジュニア、オリエンタル、ティグレ・ブランコと組みPPVデビューしている。2000年3月には16人マッチに出場している。
2000年12月31日から2001年1月1日と、ディファ有明にて年を跨いで開催されたEWP第1回興行にて、再びウルトラマンJrの姿で登場。アルカンヘル・デ・ラ・ムエルテと敗者マスク剥ぎマッチを行い敗北。マスクを失ったが、この試合はメキシコでは公式としては扱われなかった。
2005年に新日本プロレスに参戦するため来日し、タイガーマスクと対戦している。数か月後にメキシコに戻り、CMLLでの活動を再開、アンダーカードで試合を続けていた。2019年に怪我と個人的な事情により一度引退したが、2020年に復帰した。
2022年9月23日、死去したことがCMLLによって公表された。死因は不明。47歳没。

## 得意技
スペシャル・レイ
現在のフィニッシャー。
- ハリケーン・ラナ、スプリングボード式でも使用する。
- プランチャ
- サマーソルト・キック
- スーサイド・ダイブ
- トペ・コンヒーロ